# 노르웨이 정부연기금
노르웨이 정부연기금은 노르웨이 정부가 소유한 두 국부펀드로 구성된다.
- 정부연기금 - 세계 (예전에는 노르웨이 석유 기금이라고 불렸다.)
- 정부연기금 - 노르웨이 (예전에는 국립 보험 계획 기금이라고 불렸다.)

## 정부연기금 - 세계
정부연기금 - 세계(노르웨이어: Statens pensjonsfond - Utland)는 석유 기업으로부터의 세금, 탐사권 수입, 스타토일하이드로에서의 배당금에서 발생한 잉여 수입을 운영한다. 이러한 석유 수입은 최고점에 달했으며 앞으로 줄어들 것으로 예측되기 된다. 따라서 1990년 노르웨이 의회는 석유 수입의 감소와 석유 가격의 높은 변동성으로 인한 충격을 완화하기 위해 노르웨이 석유 기금을 설립하기로 결정했다 2006년 1월에 현재의 이름으로 바꿨지만 흔히 석유 기금이라고 불린다.(노르웨이어: oljefondet)
이 기금은 노르웨이 중앙 은행의 일부인 노르웨이 은행 투자 관리(NBIM)에서 관리된다. 이 기금은 2007년 6월에 유럽에서 가장 크고 세계에서 두 번째로 큰 기금으로, 그 가치는 1조 9390억 노르웨이 크로네에 달하는 것으로 평가됐다. 이는 미국에서 가장 큰 연금 기금인 캘퍼스(CalPERS; 캘리포니아 공무원 퇴직연금)와 비슷한 것이며, NBIM는 이 기금이 2009년 말에 3조 440억 노르웨이 크로네에 달할 것이라고 예측했다. 전체 자산 중 40%만 주식에 투자해왔지만 1998년부터 50%까지 투자하고 있다.

### 논쟁
노르웨이의 인구는 적은 반면(2010년 기준 490만명) 기금의 규모가 크기 때문에 기금 운용은 정치적 논쟁에 휩싸인다.
- 정부가 석유 수입을 미래를 위해 저축하는 대신 현재를 위해 정부 예산에 써야 하는가. 이 논쟁의 핵심은 정부 예산 확대가 얼마나 인플레이션을 높이는 정도에 관한 것이었다.
- 높은 위험 노출이 불안정하게 해서 투자를 위험하게 하는지, 주식 시장이 재정적으로 안전한가. 다른 이들은 차별화와 장기 투자가 위험도를 위험을 낮출 수 있으므로, 국가가 주식 시장에 투자를 적게 해서 상당한 수익을 잃고 있다고 주장했다.
- 투자 정책이 윤리적인가.

### 윤리 위원회
투자 정책을 둘러싼 논쟁의 일부는 기금에서 무기 생산이나 담배 생산과 같은 논쟁이 심한 사업에 투자한 사례와 관련이 있다. 그래서 2004년 11월 19일 왕실 조례로 석유 기금에 윤리 자문 위원회가 설립되었으며, 노르웨이 재무부는 윤리 강령을 포함한 새로운 석유 기금 관리 조례를 발표하였다.
2010년 1월 19일 노르웨이 재무부는 담배 회사 10곳을 투자 대상에서 제외하였다고 발표하였다. 투자 철회 금액은 약 20억 달러(142억 노르웨이 크로네)이며, 연기금의 역사 상 윤리적인 이유로 투자를 철회한 가장 큰 금액이다.

### 투자 금지 기업
최고경영자의 연봉이 지나치게 많은 회사, 환경 오염을 유발하는 회사, 담배회사, 노동조건이 열악한 회사와 비인도적 무기를 생산하는 회사가 투자 대상에서 제외된다. 아래 기업들은 윤리 정책 위반으로 투자 대상에서 제외되었다. 한국 기업으로는 풍산과 한화가 집속탄 생산을 이유로 투자 대상에서 제외되었다.

그러나 이러한 투자 금지 결정에 민족주의적이고 반미적인 성향이 개입된다는 비판도 있다.
| 사명                           | 본사                   | 제외된 날짜          | 이유                                                        | 투자 철회 금액 (USD) |
| ------------------------------ | ---------------------- | -------------------- | ----------------------------------------------------------- | -------------------- |
| BAE 시스템스                   | 영국                   | 2005년 10월 11일     | 자회사 MBDA를 통한 프랑스 공군에 핵 미사일을 납품           | 불명                 |
| ITC Ltd.                       | 인도                   | 2010년 1월 19일      | 담배 생산                                                   | 4800만               |
| KT&G                           | 대한민국               | 2010년 1월 19일      | 담배 생산                                                   | 1600만               |
| L-3 커뮤니케이션즈             | 미국                   | 2005년 6월 30일      | 집속탄 부품 생산                                            | 불명                 |
| 구당 가람                      | 인도네시아             | 2010년 1월 19일      | 담배 생산                                                   | 0                    |
| 노릴라드                       | 미국                   | 2010년 1월 19일      | 담배 생산                                                   | 4200만               |
| 노스롭 그루만                  | 미국                   | 2005년 10월 11일     | 미국 공군의 ICBM 보수 관리                                  | 불명                 |
| 단야 세부스 (틀:TLV)           | 이스라엘               | 2010년 8월 24일      | 정착촌 건설로 인한 팔레스타인 영토에 대한 제네바 조약 위반  | 불명                 |
| 레이시온                       | 미국                   | 2005년 6월 30일      | 집속탄 부품 생산                                            | 불명                 |
| 레이놀즈 아메리칸              | 미국                   | 2010년 1월 19일      | 담배 생산                                                   | 3600만               |
| 록히드 마틴                    | 미국                   | 2005년 6월 30일      | 집속탄 부품 생산                                            | 불명                 |
| 리오 틴토 그룹                 | 오스트레일리아         | 2008년 4월 28일      | 심각한 환경 파괴                                            | 8억 8200만           |
| 벡터 그룹                      | 미국                   | 2010년 1월 19일      | 담배 생산                                                   | 210만                |
| 벤단타 리소시즈                | 영국                   | 2007년 8월 28일      | 환경 파괴와 인권 유린                                       | 1200만               |
| 배릭 골드                      | 캐나다                 | 2009년 1월 30일      | 파푸아뉴기니에 있는 금 광산에 대한 환경 기준 위반           | 2억 4500만           |
| 보잉 사                        | 미국                   | 2005년 10월 11일     | 미국 공군의 ICBM 보수 관리                                  | 불명                 |
| 브리티시 아메리칸 토바코 BHD   | 말레이시아             | 2010년 1월 19일      | 담배 생산                                                   | 940만                |
| 브리티시 아메리칸 토바코 Plc.  | 영국                   | 2010년 1월 19일      | 담배 생산                                                   | 6억 8300만           |
| 사프란                         | 프랑스                 | 2005년 10월 11일     | 프랑스 해군에 핵 미사일 납품                                | 불명                 |
| 삼링 글로벌                    | 말레이시아             | 2010년 8월 23일      | "불법 벌목 및 심각한 환경 파괴"                             | 140만                |
| 세르코 그룹                    | 영국                   | 2007년 11월 15일     | 원자 무기 연구소를 통한 영국의 핵 무기 관리                 | 불명                 |
| 소라 크루즈 SA                 | 브라질                 | 2010년 1월 19일      | 담배 생산                                                   | 7400만               |
| 스웨디시 매치 AB               | 스웨덴                 | 2010년 1월 19일      | 담배 생산                                                   | 7500만               |
| 싱가포르 테크놀로지 엔지니어링 | 싱가포르               | 2002년 3월 22일      | 대인 지뢰 생산                                              | 불명                 |
| 아프리카 이스라엘 투자         | 이스라엘               | 2010년 8월 24일      | 정착촌 건설로 인한 팔레스타인 영토에 대한 제네바 조약 위반  | 120만                |
| 알트리아 그룹                  | 미국                   | 2010년 1월 19일      | 담배 생산                                                   | 1억 3100만           |
| 얼라이언스 원 인터내셔널       | 미국                   | 2010년 1월 19일      | 담배 생산                                                   | 90만                 |
| 얼라이언트테크 시스템스        | 미국                   | 2005년 6월 30일      | 집속탄 생산.                                                | 불명                 |
| 엘비트 시스템                  | 이스라엘               | 2009년 9월 3일       | 요르단 강 서안 지구 장벽의 감시 시스템 공급                 | 500만                |
| 월마트                         | 미국                   | 2006년 3월 28일      | 인권과 노동 기준 위반                                       | 3억 7200만           |
| 유나이티드 테크놀로지          | 미국                   | 2005년 10월 11일     | 미 공군 ICBM 엔진 납품                                      | 불명                 |
| 유니버설 코퍼레이션 VA         | 미국                   | 2010년 1월 19일      | 담배 생산                                                   | 300만                |
| 유럽항공방위우주산업           | 프랑스/ 독일/ 네덜란드 | 2005년 6월 30일      | 집속탄 생산과 자회사 MBDA를 통한 프랑스 공군 핵 미사일 납품 | 불명                 |
| 일본담배산업                   | 일본                   | 2010년 1월 19일      | 담배 생산                                                   | 2억 1000만           |
| 임페리얼 토바코                | 영국                   | 2010년 1월 19일      | 담배 생산                                                   | 3억 4700만           |
| 제너럴 다이나믹스              | 미국                   | 2005년 6월 30일      | 집속탄 부품 생산                                            | 불명                 |
| 젠코프                         | 미국                   | 15, 2007년 11월 15일 | 핵무기 생산                                                 | 불명                 |
| 텍스트론                       | 미국                   | 2009년 1월 30일      | 집속탄 부품 생산                                            | 3600만               |
| 풍산                           | 대한민국               | 2006년 9월 30일      | 집속탄 생산                                                 | 120만                |
| 프리포트-맥모란                | 미국                   | 2006년 3월 28일      | 심각한 환경 파괴                                            | 1720만               |
| 핀메카니카                     | 이탈리아               | 2005년 10월 11일     | 자회사 MBDA를 통한 프랑스 공군 핵 미사일 납품               | 불명                 |
| 필립 모리스 Cr AS              | 체코                   | 2010년 1월 19일      | 담배 생산                                                   | 2700만               |
| 필립 모리스 인터내셔널 Inc.    | 미국                   | 2010년 1월 19일      | 담배 생산                                                   | 4억 7600만           |
| 한화                           | 대한민국               | 2007년 5월 15일      | 집속탄 생산                                                 | 1200만               |
| 하니웰                         | 미국                   | 2005년 10월 11일     | 핵 폭발 시뮬레이션                                          | 불명                 |

지분을 모두 팔기 전까지는 지분을 판다는 사실을 알리지 않아서, 거래 가격에 영향을 주지 않았다.

### 재투자 회사
투자를 철회한 이유에 더 이상 포함되지 않는 회사에 대해서는 재투자를 시작하였다.
| 회사            | 본사 위치         | 제외된 날짜     | 이유                            | 투자 철회 금액 | 재투자 날짜     |
| --------------- | ----------------- | --------------- | ------------------------------- | -------------- | --------------- |
| DRD 금 유한회사 | 남아프리카 공화국 | 2007년 1월 29일 | 심각한 환경 파괴                | 60만           | 2009년 9월 3일  |
| 커-맥기         | 미국              | 2005년 4월 29일 | 점령된 서사하라에서의 석유 탐사 | 5400만         | 2006년 6월 30일 |
| 탈레스 그룹     | 프랑스            | 2005년 6월 30일 | 집속탄 부품 생산                | 불명           | 2009년 9월 3일  |

### 조사 중인 회사
지멘스 AG는 2009년 3월 19일 경고를 받았고, 투자 규모는 9억 달러이다. 제외 기준에 부합되기는 하지만, 재무부의 감시를 통해서 회사 상태를 개선하라는 압력을 넣는다는 뜻이다. 골드코프라는 회사가 조사 중인 회사 목록에 추가될 가능성이 있다.

## 정부연기금 - 노르웨이
정부연기금 - 노르웨이(노르웨이어: Statens pensjonsfond - Norge)는 국립보험법 (노르웨이어: Folketrygdloven) 에 따라 1967년 국립 보험 계획 기금(노르웨이어: Folketrygdfondet)이라는 이름으로 설립되었다. 이 이름은 정부연기금 - 세계와 같은 해인 2006년 1월 1일에 바뀌었지만 여전히 국립 보험 계획 기금(노르웨이어: Folketrygdfondet) 라고 불리는 독립된 이사회와 독립된 기관에 의해 관리된다. 정부연기금 - 노르웨이의 규모는 2006년 말에 1069억 노르웨이 크로네에 달했다. 세계 부문과 달리 주식 시장에 상장된 자국 기업에 투자하도록 되어있기 때문에 많은 노르웨이 기업들의 대주주이다.

## 같이 보기
- 노르웨이의 연금